# Modliboga
Modliboga – staropolskie imię żeńskie, złożone z członów Modli- ("modlić się, prosić") i -bog-a ("Bóg", ale pierwotnie "los, dola, szczęście"). Prawdopodobnie oznaczało: "ta, która prosi los".
Męskie odpowiedniki: Modlibog, Modliboż.